# Nazionale maschile di pallamano della Guinea
La nazionale di pallamano maschile della Guinea è la rappresentativa pallamanistica maschile della Guinea nelle competizioni internazionali.

## Storia
Nel 2025 parteciperà ai Mondiali.